# Мина Обрадовић
Мина Обрадовић (Крагујевац, 5. јул 1994) српска је глумица.

## Биографија
Мина Обрадовић је рођена у Крагујевцу 1994. године. Завршила је гимназију у родном месту, а затим је уписала Факултет драмских уметности. Године 2015. добила је улогу Марије у серији Једне летње ноћи. Своју прву филмску улогу одиграла је у остварењу Пси умиру сами из 2019. године, премијерно приказаног у оквиру 47. Феста.

## Улоге

### Позоришне представе
| Наслов         | Улога | Редитељ          | Позориште                       | Премијера          |
| -------------- | ----- | ---------------- | ------------------------------- | ------------------ |
| Народна драма  |       | Бојана Лазић     | Народно позориште у Београду    | 17. новембар 2016. |
| Скоро па драма |       | Максим Милошевић | Театар Вук                      | 25. април 2017.    |
| Снежна краљица | Герда | Ферид Карајица   | Позориште лутака „Пинокио”      | 21. мај 2017.      |
| Краљ Бетајнове | Нина  | Милан Нешковић   | Југословенско драмско позориште | 3. април 2018.     |
| М.И.Р.А.       |       | Андраш Урбан     | Битеф театар                    | 3. март 2019.      |
| Ујка Вања      | Соња  | Андреј Носов     | Народно позориште „Стерија”     | 15. новембар 2019. |

### Филмографија
| Год.       | Назив                                    | Улога               |
| ---------- | ---------------------------------------- | ------------------- |
| 2010.-те   |                                          |                     |
| 2015.      | Једне летње ноћи (серија)                | Марија у младости   |
| 2015.      | Дан кад сам упознао Јована (кратки филм) | Марија              |
| 2016.      | Петров дан (кратки филм)                 | Јасна               |
| 2016.      | Премотавање (кратки филм)                | Анђела              |
| 2017.      | Санта Марија дела Салуте (серија)        |                     |
| 2017—2019. | Сенке над Балканом (серија)              | секретарица у банци |
| 2018.      | Жетва (кратки филм)                      | Ирена               |
| 2018.      | Изумирање                                | Шелби               |
| 2019.      | Здрав (кратки филм)                      | Невена              |
| 2019.      | Пси умиру сами                           | Лана Мирковић       |
| 2019.      | Преживети Београд (серија)               | глумица 3           |
| 2019.      | Слатке муке (серија)                     | проститутка         |
| 2020.-те   |                                          |                     |
| 2020.      | Убице мог оца (серија)                   | Лена                |
| 2021—2022. | Тајна винове лозе (серија)               | Кристина            |
| 2021.      | Време зла (серија)                       | Рахела              |
| 2022.      | Државни службеник (серија)               |                     |